# Європейський простір вищої освіти

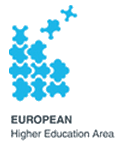
Емблема ЄПВО

Європейський простір вищої освіти (ЄПВО) — єдиний європейський освітній простір всіх країн, які беруть участь у Болонському процесі, в області вищої освіти. Було запущено в березні 2010 року під час проведення конференції Будапешт-Відень міністрів освіти Європи. Основною метою Болонського процесу з моменту його створення в 1999 році ЄПВО, є зближення, гармонізація та послідовність систем вищої освіти в Європі. Між 1999-2010, всі зусилля членів Болонського процесу були спрямовані на створення Європейського простору вищої освіти, що стало реальністю після підписання декларації на конференції Будапешт-Відень в березні 2010 року.

## Історія
У багатьох значеннях, Болонський процес став революційним в області європейської вищої освіти. Він бере початок у середині 1970-х років, коли Радою міністрів ЄС була прийнята Резолюція про першу програму співробітництва у сфері освіти. Потім чотири з міністрів освіти, які брали участь у святкуванні 800-річчя паризького університету Сорбона в 1998 році, зійшлися на думці про те, що сегментація європейської вищої освіти в Європі заважає розвитку науки і освіти. Ними була підписана Сорбонська декларація (англ. Sorbonne Joint Declaration, 1998). Рішення брати участь у добровільному процесі створення Європейського простору вищої освіти (ЄПВО) було оформлено через рік в Болоньї представниками 29 країн (Болонська декларація, 1999). Очевидно, що це була унікальна угода, оскільки сьогодні процес включає в себе 47 країн-учасниць з 49 країн, які ратифікували Європейську культурну конвенцію Ради Європи (1954).

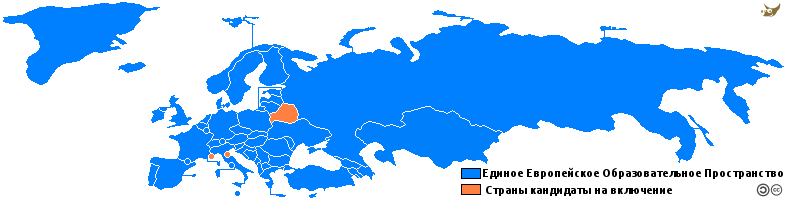
Європейський простір вищої освіти

Цілі Сорбоннской декларації були підтверджені в 1999 році при підписанні Болонської декларації, яка закликала підвищити конкурентоспроможність європейського простору вищої освіти, підкреслюючи необхідність збереження незалежності і самостійності всіх вищих навчальних закладів. Всі положення Болонської декларації були встановлені як заходи добровільного процесу узгодження, а не як тверді юридичні зобов'язання.
У рамках Болонської декларації раз на два роки проводяться конференції міністрів, які висловлюють свою волю за допомогою комюніке.

## Конференції міністрів
У Празьке комюніке від 2001 року число країн-членів було збільшено до 33, і там же відбулося розширення цілей в умовах безперервної освіти за участю студентів як активних учасників підвищення привабливості та конкурентоспроможності європейського простору вищої освіти.
Наступна конференція на рівні міністрів відбулася в Берліні в 2003 році. Берлінське комюніке збільшило числа країн, що беруть участь у Болонському процесі до 40. Основні положення цього комюніке розглядають розширення цілей з точки зору заохочення зв'язків Європейського простору вищої освіти в Європейський науковий простір (англ. European Research Area), а також заходи зі сприяння забезпечення якісного навчання.
У 2005 році відбулася конференція міністрів у Бергені. Підсумкове комюніке підкреслило важливість забезпечення більш доступної вищої освіти, а також підвищення привабливості Європейського простору вищої освіти в інших частинах світу.
У Лондонському комюніке 2007 року кількість країн була розширена до 46.
У 2009 році конференція відбулася в бельгійському місті Левен (Louvain-la-Neuve — Новий Льовен). Основні робочі питання стосувалися планів на наступне десятиліття. Всі ці питання були описані в підсумковому комюніке, показуючи новий напрямок Болонського процесу — більш глибоке реформування, яке забезпечить завершення процесу реалізації Болонського процесу. Ще одна зміна, що стосується внутрішніх механізмів, пов'язаних з головуванням у Болонській Раді. Якщо раніше Болонський процес був під головуванням країни, яка була головуючою ЄС, то тепер процес буде проходити під головуванням двох країн: країни, головуючої в ЄС, так і країни, що не входить в ЄС, по черзі в алфавітному порядку.
Наступна конференція міністрів відбулася в березні 2010 року. Місце проведення Будапешт-Відень. Конференція збіглася з ювілеєм — десятиріччя Болонського процесу. В честь ювілею, відбулося офіційне оголошення про створення європейського простору вищої освіти, що означає, що мета, поставлена в Болонській декларації, була виконана. Крім того, починаючи з цієї конференції, Європейський простір вищої освіти було розширено до 47 країн.

## Склад

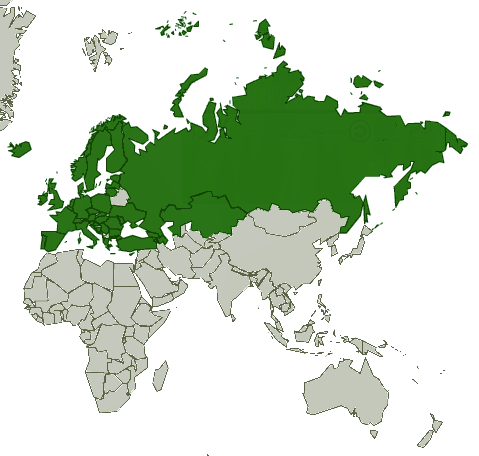
Учасники Болонського процесу

Членами Європейського простору вищої освіти є всі учасники Болонського процесу: на 2011 рік це 47 країн та Європейська комісія. При цьому від Бельгії в процесі і, відповідно, просторі беруть участь лише фламандське і французьке співтовариства. Німецькомовне співтовариство Бельгії вирішило залишитися поза процесом інтеграції освіти у зв'язку з відсутністю університетів.

## Цілі
Мета Болонського процесу — розширення доступу до вищої освіти, подальше підвищення якості та привабливості європейської вищої освіти; розширення мобільності студентів і викладачів, а також забезпечення успішного працевлаштування випускників вишів за рахунок того, що всі академічні ступені й інші кваліфікації повинні бути орієнтовані на ринок праці. Створення єдиного європейського освітнього простору було основною метою Болонської угоди, і ця мета була досягнута в 2010 році.